# Ильинское (Кимрский район)
Ильи́нское — село в Тверской области России. Входит в Кимрский муниципальный округ.

## География
Находится в 15 километрах к северо-западу от города Кимры, на автодороге «Дубна—Кимры—Горицы», здесь к ней примыкает автодорога «Тверь—Рождествено—Ильинское». На север от села отходят дороги на Печетово—Скорнево, Устиново—Неклюдово и Труфаново.
В центре села — озеро Ильинское, главная улица идет вокруг озера.

## История

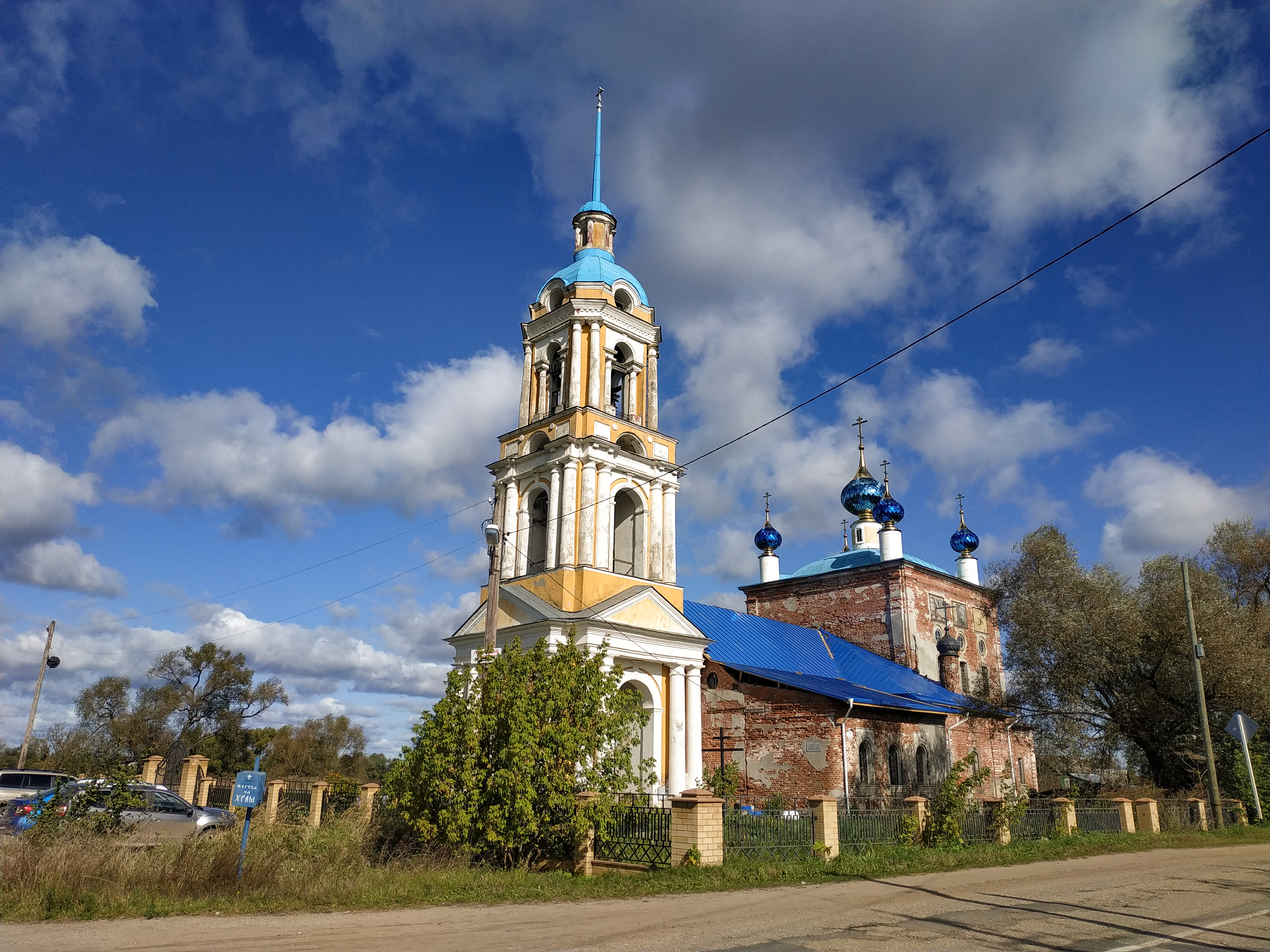
Церковь Смоленской иконы Божией Матери. 2020 год

С 1550 года селом Ильинским «на озере» владел князь Иван Фёдорович Мстиславский. В 1628 году село принадлежало его дочери княжне Ирине Ивановне Мстиславской на правах вотчины. 
В 1780-х годах село Ильинское находилось в ведении Коллегии экономии как бывшая собственность московского Архангельского собора, и насчитывало 33 двора с 71 мужчиной и 80 женщинами. В селе церковь Ильи Пророка. 
В 1796 году строительство каменной Смоленской церкви вместо деревянной.
В 1806 году в Ильинском 143 двора с 374 мужчинами и 436 женщинами. В селе церковь Смоленской Божией Матери с приделами Ильи Пророка и Николая Чудотворца, имеется 20 крестьянских деревянных лавочек, за которые с приезжих купцов собирают за год по 35 рублей на церковные расходы. В селе проходят две годовые ярмарки на Ильин день и в день Архистратига Михаила.
В 1858 году в селе 155 дворов, 942 жителей.
В 1887 году село Ильинское — центр Ильинской волости и прихода Корчевского уезда Тверской губернии, 153 двора, 816 жителей. В селе: земская школа, фельдшерский пункт, постоялый двор, 2 сапожные мастерские, 4 кузницы, 3 трактира, 3 чайных, 14 мелочных лавок, торговые ряды. Промыслы: сапожный, кузнечный, рыболовный. В 1918—1927 Ильинское центр одноименной волости и сельсовета Кимрского уезда. По переписи 1920 года в селе 160 дворов, 766 жителей.
В 1996 году — 395 хозяйств, 1017 жителей. На 01.01.2014 в селе 377 хозяйств, 982 жителя, в сельском поселении 619 хозяйств и 1751 житель.
С 2005 до 2022 года село являлось административным центром Ильинского сельского поселения в Кимрском районе.

## Население
| 1859 | 1887 | 1897 | 1920 | 1997  | 2002 | 2010 |
| ---- | ---- | ---- | ---- | ----- | ---- | ---- |
| 909  | ↘816 | ↘809 | ↘766 | ↗1017 | ↘935 | ↗946 |

## Инфраструктура
- центральная усадьба ООО "АПК «Ильинское»
- МОУ Ильинская средняя общеобразовательная школа (открыта в 1979 году)
- МДОУ детский сад «Тополек»
- Библиотека (Ильинский сельский филиал)
- Ильинский ЦКиД
- Ильинский офис ВОП
- Ильинская амбулатория
- ГУ социального обслуживания «Ильинский психоневрологический интернат»

## Достопримечательности
- Церковь Иконы Божией Матери Смоленской, 1796 года постройки[10].

## Известные люди
Касаткин Илья Иванович — волостной старшина, 11 раз подряд избиравшийся на эту должность.
Базанов Дмитрий Сергеевич (29.10.1894 — 14.04.1978) родился в Молоствове Ильинской волости, автор машинописной рукописи воспоминаний, где описывалась жизнь крестьян Ильинской волости в первые 2 десятилетия XX века. Первый коммунист из местных жителей в Кимрах и Кимрском районе. Устанавливал советскую власть в Ильинском, принимал участие в создании самопровозглашенного Кимрского уезда. С января по апрель 1918 — первый председатель Ильинского волисполкома, с 04.04.1918 — секретарь Кимрского уездного исполкома, с июля 1918 председатель Кимрского уисполкома. В 1919, не желая быть исполнителем неправомерных действий партии и советского правительства, добивается направления на учёбу. В 1921-24 учится в МГУ, после чего преподаёт марксизм-ленинизм в ВУЗах Твери и Москвы. В 1938 утверждён в звании профессора. Похоронен на кладбище в Троице-Кочках.
Потёмкин Николай Антонович (1900 г—?) — председатель колхоза «Луч социализма» в Ильинском в 1942—1951 годах. В 1949 награждён орденом Трудового Красного Знамени. В 1927 году был председателем первого в Суворовской волости колхоза «Батрак», располагавшегося рядом с имением Туполевых в усадьбе Пустомазово. Образцовую Пустомазовскую коммуну по замыслу уездного руководства и председателя Суворовского волисполкома К. Г. Замкова объединяют с вышеназванным колхозом. Туполевы были вынуждены покинуть свою усадьбу. Через 2 года от процветавшего хозяйства ничего не осталось, дом сгорел. После этого Потёмкин отмечен в конце 1930-х председателем колхоза в деревне Долматово Аннинского с/с. В 1941 призван на фронт, был ранен, получил инвалидность. С 1942 года — председатель колхоза в Ильинском. В 1951 переведён председателем колхоза в Александровку. В 1956 деревня Александровка стала частью нового города Дубна, и следы Потёмкина затерялись.